# Хо Суан Хыонг
Хо Суан Хыонг (вьет. Hồ Xuân Hương, тьы-ном 胡春香), около 1772 — 1822 — вьетнамская поэтесса, именуемая «царицей вьетнамской поэзии».

## Биография
Точные даты рождения и смерти, а также настоящее имя Хо Суан Хыонг неизвестны; Хо — действительная фамилия поэтессы, словосочетание «суан хыонг» — псевдоним, означающий «весенний аромат». По одной из версий, псевдоним мог быть названием родной деревни Хо Суан Хыонг, по другой она родилась в деревне Куиньдой в провинции Нгеан, по третьей — её родная деревня Суанкхань (Xuân Khanh) сейчас включена в состав Ханоя. Отец поэтессы — либо учёный Хо Ши Зань (Hồ Sỹ Danh), либо Хо Фи Зьен (Hồ Phi Diễn), а мать Ха (Hà) была его второй женой. Выросла Хо Суан Хыонг в Ханое, и, скорее всего, была обучена классической литературе в детстве.
Хо Суан Хыонг родилась во время социальных потрясений и разобщённости: в конце 1780-х годов по стране прокатилось восстание Тэйшонов, параллельно шло противостояние князей Чинь и князей Нгуен. Кроме того, в этот период сильно ухудшилось положение женщин: помимо подъёма конфуцианства, предписывавшего женщине подчинённое положение, расценки на приданое и свадебные обряды стали неподъёмными, что толкало женщин становиться вторыми жёнами: поэтесса дважды была замужем и оба раза стала второй женой у богатых мужчин (в своей поэзии она называла вторых жён «бесплатной прислугой»). Известно, что первый муж Хо Суан Хыонг, Чан Фук Хьен (Trần Phúc Hiển), бывший губернатором провинции Куангйен, был казнён за взяточничество в 1819 году; в сообщении о казни говорится о его второй жене Хо Суан Хыонг, знаменитой поэтическим талантом. Поэтесса прожила с ним всего 27 месяцев.
Скорее всего, Хо Суан Хыонг умерла в начале 1820-х годов. Брат императора Тхьеу Чи писал в 1842 году о том, как посетил её могилу.

## Творчество

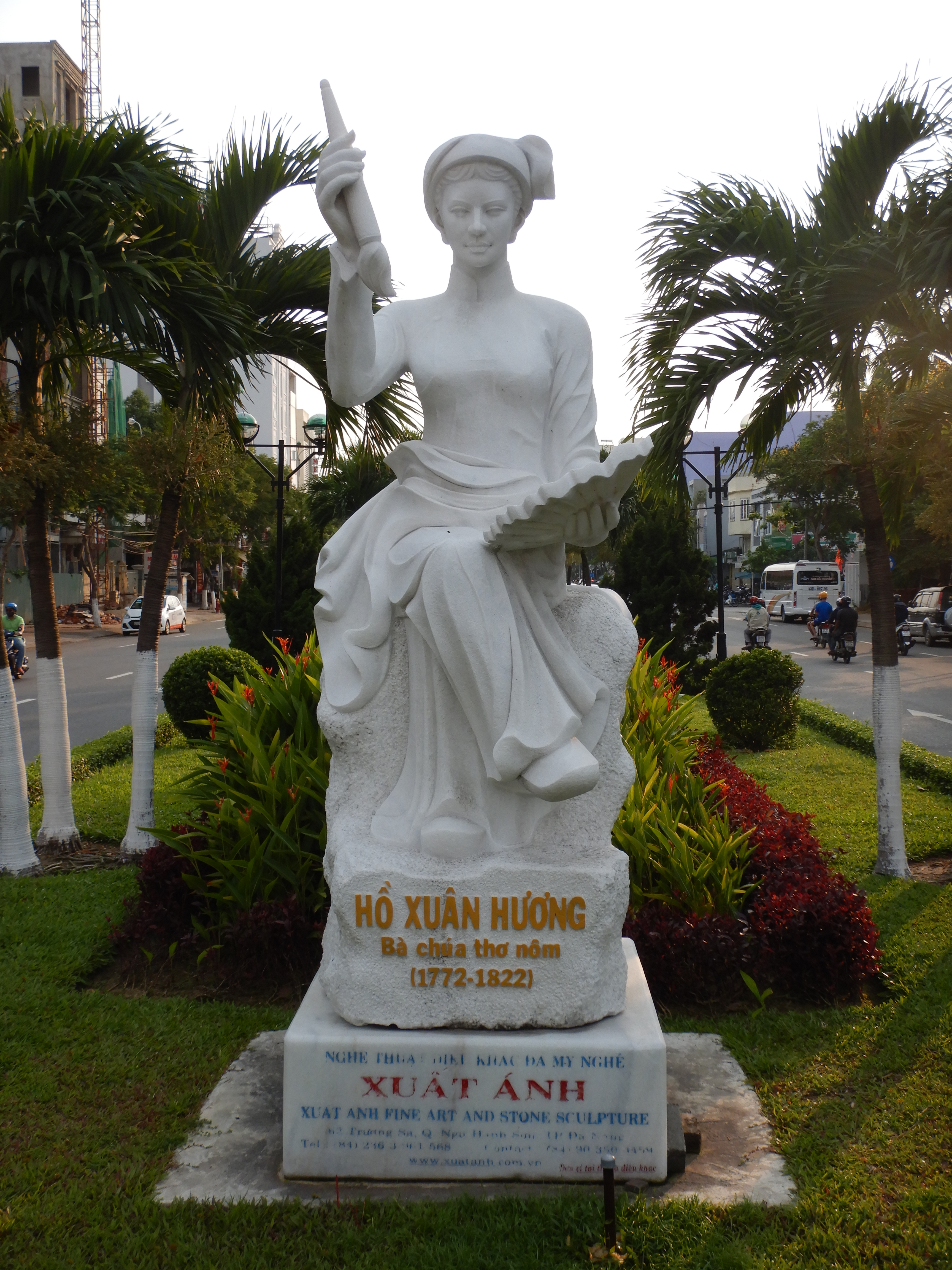
Hồ Xuân Hương

Хо Суан Хыонг была одной из немногих стихотворцев, преимущественно использовавших не классический китайский язык, основной язык поэзии в то время, а разговорный вьетнамский, записанный иероглифически, с включениями пословиц, палиндромов, игры тонами и народной поэзии. Основные стихотворные размеры Хо Суан Хыонг — люйши и цзюэцзю. Количество созданных ею произведений однозначно установить невозможно; оценки разнятся от 25 до 145. Ситуацию осложняет то, что первые публикации стихов Хо Суан Хыонг начались лишь в XX веке, первой из которых является сборник 1909 года, украшенный гравюрами.
Важными темами поэзии Хо Суан Хыонг являются критика конфуцианства и положения женщины во вьетнамском обществе, а также сочувствие и жертвенность. Уникальной особенностью творчества Хо Суан Хыонг является двойной смысл многих произведений: помимо буквальной интерпретации такие стихотворения имеют сексуальный подтекст, скрытый в двусмысленных фразах и игре слов. Несмотря на поднятие в стихах острых и опасных для своего времени вопросов, поэзия Хо Суан Хыонг не подвергалась государственному контролю при её жизни; отчасти этому помогло наличие влиятельных покровителей вроде высокопоставленного чиновника Фам Динь Хо.
| Thiếu nữ ngủ ngày Mùa hè hây hẩy gió nồm đông, Thiếu nữ nằm chơi quá giấc nồng. Lược trúc lỏng cài trên mái tóc, Yếm đào trễ xuống dưới nương long. Đôi gò Bồng Đảo hương còn ngậm, Một mạch Đào Nguyên suối chửa thông. Quân tử dùng dằng đi chẳng dứt Đi thì cũng dở ở không xong. | Девушка, заснувшая в полдень Летний юго-восточный ветер в полдень не даст прохлады. Девушке, утомлённой зноем, здесь отдохнуть — отрада. Спит она в жарких объятиях грёз, гребень бамбуковый в гуще волос. Ниже цветущих холмиков спущен розовый край наряда. Там, на холмах, что глядят в небеса, не испарилась ещё роса, И есть ещё в Персиковой долине потоку речному преграда… Жрец добродетели рот раскрыл: надо б уйти, но уйти нет сил. Так он и топчется пред красотою, не отрывая взгляда… |

Неординарной личности Хо Суан Хыонг и её литературному таланту посвящено множество произведений, в частности, оперетта 2004 года, вышедшая на вьетнамском телевидении; её именем названы улицы в Ханое и Далате. Работы Хо Суан Хыонг изучают исследователи иероглифической письменности тьы-ном, в частности, Джон Балабан.

## Русский перевод
- Хо Суан Хыонг. Стихи / Пер. Г. Ярославцева. — М.: Наука, Главная редакция восточной литературы, 1968. — 125 с.